# Islam in Russland
Der Islam gehört zu den traditionellen Religionen auf dem Gebiet der heutigen Russischen Föderation und ist in einigen Regionen wie dem Nordkaukasus seit über 1300 Jahren verbreitet. Politisches und kulturelles Zentrum des Islams in Russland war und ist Kasan. Kasan gilt als die heimliche „islamische Hauptstadt“ neben der offiziellen Hauptstadt Moskau.

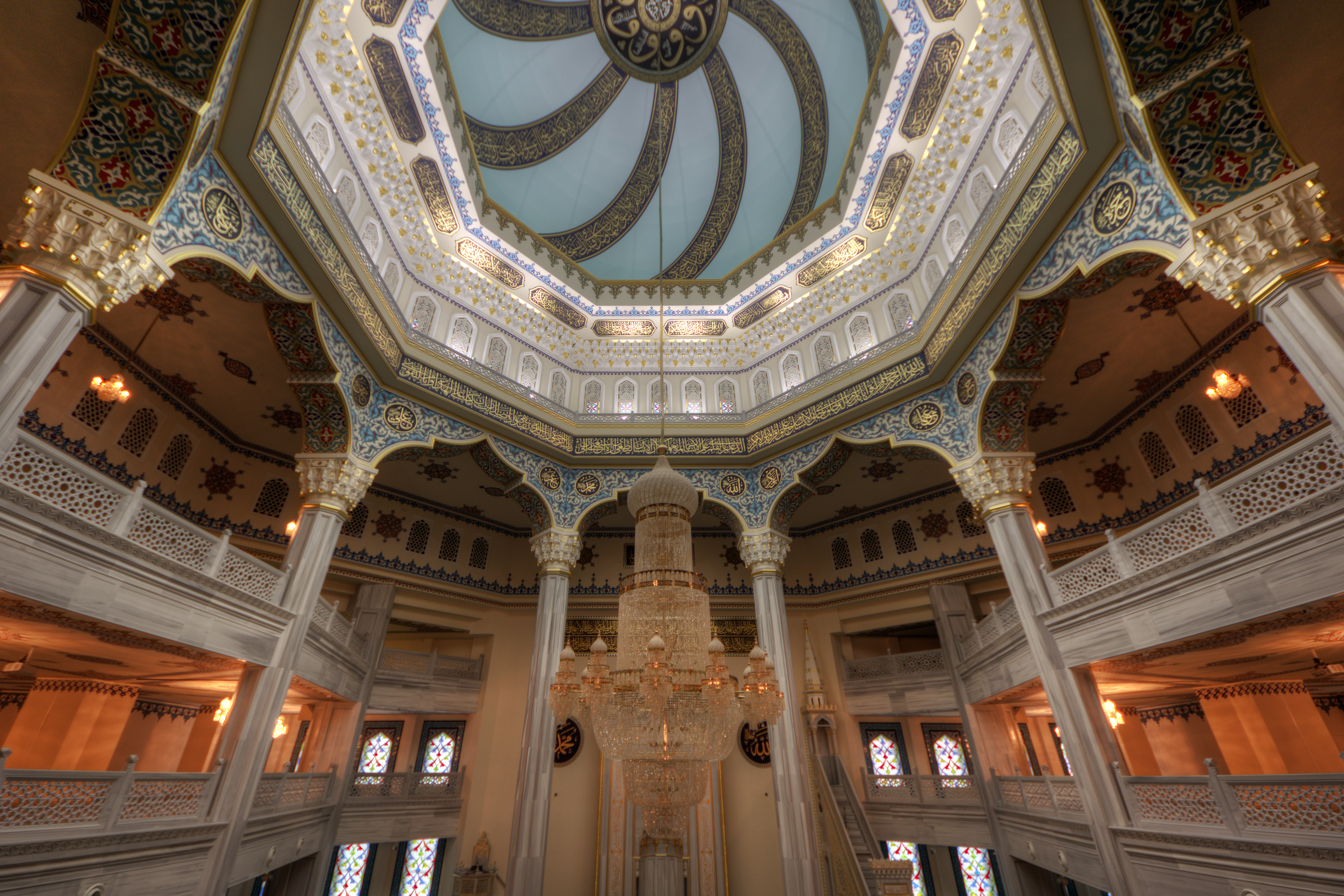
Die Kuppel der neu erbauten Moskauer Kathedralmoschee

## Gegenwärtige Situation
„Ich erinnere daran, dass Russland nicht nur ein christliches, sondern auch ein islamisches Land ist, und wir leben mit unseren islamischen Brüdern, die auf dem Territorium Russlands seit vielen Jahrhunderten leben, in Frieden. Diese Koexistenz war absolut normal und ruhig.“

### Demographie und Geographie

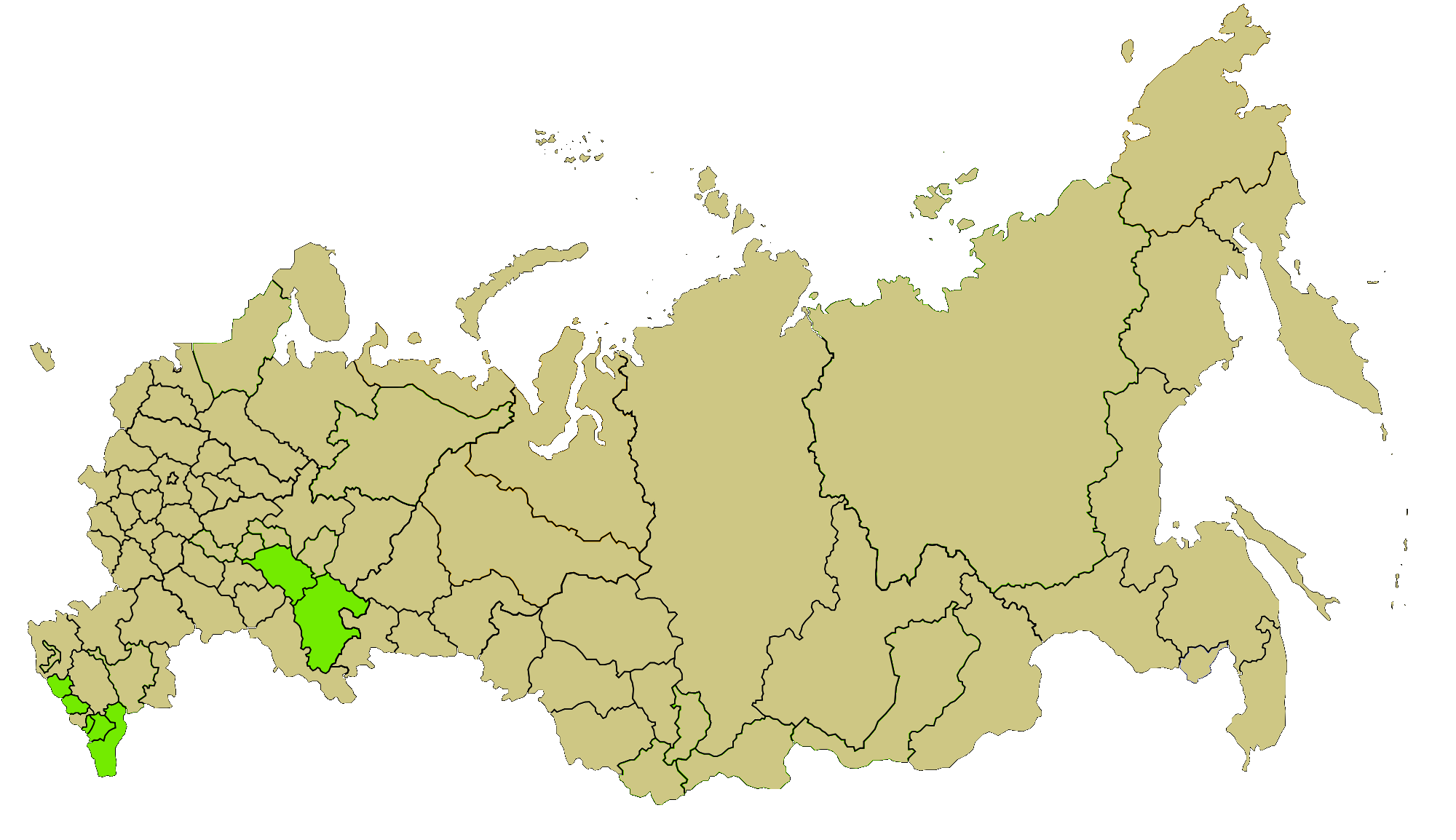
Gebiete in Russland mit einer muslimischen Mehrheit

Über die Gesamtzahl der in der Russischen Föderation lebenden Muslime gibt es keine Einigkeit. Offizielle Statistiken existieren darüber nicht. Auch staatliche Organisationen verfügen nicht über solche Daten. Alle offiziellen Zahlen sind von Zählungen der ethnischen Gruppen abgeleitet, die als muslimisch gelten. Ein Problem besteht allerdings darin, dass viele sogenannte ethnische Muslime jedoch in Wirklichkeit Atheisten bzw. Konfessionslose sind. Da es unmöglich ist, eine genaue Zahl praktizierender Islamanhänger gegenüber „ethnischen Muslimen“ und Anhängern der anderen Religionen zu ermitteln, gibt es nur Schätzungen, die allerdings sehr stark schwanken. Nach dem Fischer-Weltalmanach von 2008 beträgt die Anzahl der Muslime 19–22 Millionen, was 13–15 % der Gesamtbevölkerung entspricht. Die US-Amerikanerin Shireen Hunter schätzte die Anzahl der Muslime 2002 auf 18 bis 20 Millionen, womit sie 12 bis 13,8 Prozent der Bevölkerung der Russischen Föderation bildeten.
Die muslimischen Gemeinschaften leben über die 85 Föderationssubjekte der Russischen Föderation verteilt. Sogar auf der Kamtschatka-Halbinsel leben 30.000 Muslime. Die meisten Muslime leben allerdings im Nordkaukasus sowie an der mittleren Wolga und im Ural. Die größte Konzentration von Muslimen in der Wolga-Ural-Region besteht in den Republiken von Tatarstan und Baschkortostan, die zusammengenommen eine geschätzte muslimische Bevölkerung von vier Millionen haben. Weitere 3,2 Millionen Muslime leben in Zentralrussland. Zusätzliche zwei bis drei Millionen leben in und um Moskau und Sankt Petersburg.

### Ethnische Verteilung
Der Islam ist vor allem die Religion von zahlreichen ethnischen Minderheiten in Russland. Das zahlreichste muslimische Volk in Russland sind die Tataren. Mit rund 6 Millionen Angehörigen sind sie das nach den Russen (80 %) zweitgrößte Volk (4 %) und zugleich auch die größte Minderheit des Vielvölkerstaates. Nur ein Drittel der Tataren lebt in Tatarstan (Kasan), wo sie gut 50 % der Bevölkerung stellen, knapp 40 % sind Russen. Außerhalb der autonomen Republik erstreckt sich ihr Siedlungsgebiet entlang der Wolga und des Ural, zusammen mit den anderen muslimischen Völkern bis zum Nordkaukasus bzw. bis nach Mittelasien.
Weitere bedeutende muslimische Völker sind die den Tataren verwandten und benachbarten Baschkiren (1,5 Millionen), von denen zwei Drittel in ihrer autonomen Republik leben (Baschkortostan ist die flächenmäßig größte und bevölkerungsreichste der muslimischen Autonomien Russlands), dort aber nur knapp 30 % der Bevölkerung ausmachen (gegenüber 40 % Russen und 25 % Tataren).
Größtenteils aus ihren ehemals sowjetischen Nachbarstaaten in Mittelasien und im Kaukasus nach Russland eingewandert sind Kasachen und Aserbaidschaner. Weitere zahlenmäßig große mehrheitlich muslimische Völker sind die Tschetschenen und die ihnen nahe verwandten Inguschen, die auf drei Kaukasusrepubliken verteilten Tscherkessen, die Awaren und die Darginer in Dagestan, sowie die in Dagestan und im benachbarten Aserbaidschan lebenden Lesgier.
Indigene, mehrheitlich muslimische Völker der Kaukasusrepubliken bilden die Bevölkerungsmehrheit in Tschetschenien, Inguschetien, Kabardino-Balkarien, Dagestan und Karatschai-Tscherkessien. Damit stellt der Nordkaukasus das zweitwichtigste, kompakte muslimische Siedlungsgebiet in Russland dar; etwa 10 % aller Muslime Russlands leben z. B. in Dagestan.
Die turkstämmigen Tschuwaschen (Tscheboksary an der Wolga) und die iranischstämmigen Osseten (Wladikawkas im Kaukasus) sind zwar mehrheitlich christlich-orthodox, eine Minderheit beider Völker bzw. ihrer beiden Republiken bekennt sich jedoch zum Islam. Zahlreiche Muslime leben auch in den russischen Großstädten Moskau, Sankt Petersburg, Iwanowo, Twer, Jaroslawl, Kaliningrad, Astrachan, Orenburg, Nischni Nowgorod und Troizk sowie in den Oblasten Tscheljabinsk, Kurgan und Tjumen und im Autonomen Kreis der Chanten und Mansen.
In Tatarstan gibt es außerdem einige russische Konvertiten – besonders in Kasan, wo etwa jede dritte Ehe eine Mischehe ist. Heute gibt es 7000 Moscheen in Russland, davon 5000 im Nordkaukasus, unter ihnen die (bis 2005) größte Moschee Russlands in Machatschkala (Dagestan).
Die Geburtenrate der muslimischen Völker Russlands ist höher als jene der Russen und christlichen Völker. Trotz Krieg soll seit der Unabhängigkeit Russlands die Zahl der Tschetschenen um 50 % gestiegen sein, die der Lesgier um 60 %, die der Inguschen sogar um 90 %. Diese offiziellen Zahlen werden jedoch von russischen Oppositionspolitikern angezweifelt. Tatsächlich liegt auch die Geburtenrate der Tataren als größte islamische Minderheit deutlich unter Reproduktionsniveau.

### Das DUM-System und der Muftirat

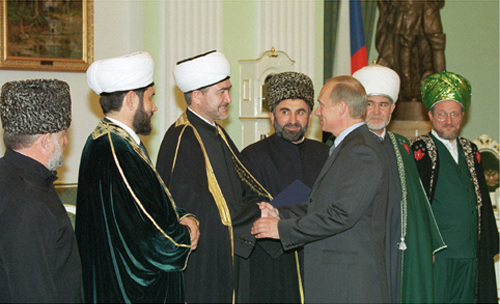
Präsident Putin 2001 beim Empfang verschiedener russisch-islamischer Würdenträger, darunter Rawil Gainutdin, dem er gerade die Hände schüttelt, und Talgat Tadschuddin (ganz rechts).

Während in der sowjetischen Periode das religiöse Leben der muslimischen Regionen auf dem Gebiet der heutigen Russischen Föderation nur von zwei Institutionen organisiert wurde, nämlich der „Geistlichen Verwaltung der Muslime des Europäischen Teils der UdSSR und Sibiriens“ (Duchownoje uprawlenije Musulman ewropejskowo tschasti SSSR i Sibiri; DUMES) mit Sitz in Ufa und der „Geistlichen Verwaltung der Muslime des Nordkaukasus“ (Duchownoje uprawlenije Musulman Sewernowo Kawkasa; DUM SK) mit Sitz in Machatschkala, gibt es heute eine Vielzahl islamischer Organisationen, wodurch eine starke Fragmentierung der islamischen administrativen Strukturen eingetreten ist. So existierten Ende des Jahres 2000 allein in der Republik Dagestan 1.099 muslimische Organisationen. Viele dieser Organisationen bezeichnen sich nach dem überkommenen Modell als „Geistliche Verwaltung der Muslime“ (Duchownoje uprawlenije Musulman; abgekürzt DUM) eines bestimmten Gebiets, um damit ihren allgemeinen Vertretungsanspruch für die Muslime dieser Region zum Ausdruck bringen.
Die beiden größten muslimischen Dachorganisationen der Russischen Föderation sind gegenwärtig die Zentrale Geistliche Verwaltung der Muslime Russlands (ZDUM), die in der Tradition der Orenburger Geistlichen Versammlung steht, und der Rat der Muftis Russlands (SMR), der den Anspruch erhebt, die Autorität aller Muftis der Russischen Föderation zu repräsentieren. Beide Organisationen haben mehrere regionale Unterorganisationen. Zum Muftirat gehören zum Beispiel die DUM des europäischen Teils Russlands unter Leitung von Rawil Gainutdin, die DUM des asiatischen Teils Russlands unter Leitung von Nafigulla Aschirow, die DUM der Republik Tatarstan unter Kamil Samigullin und die DUM der Republik Baschkortostan unter Nurmuchamet Magafurowitsch Nigmatullin. Die ZDUM wird von Mufti Talgat Tadschuddin geleitet, der Muftirat von Mufti Rawil Ismagilowitsch Gainutdin. Die beiden Männer – der eine Baschkire, der andere Tatare – rivalisieren auch persönlich miteinander um Einfluss innerhalb der muslimischen Gemeinschaft und bei der russischen Führung. Rawil Gainutdin hat seine bisher auf den europäischen Teil Russlands beschränkte DUM im September 2014 in Geistliche Verwaltung der Muslime der Russischen Föderation (Duchownoje uprawlenije musulman Rossijskoj Federazii; DUM RF) umbenannt, um auf diese Weise deren gesamtrussischen Vertretungsanspruch zum Ausdruck zu bringen.

### Islamische Infrastruktur

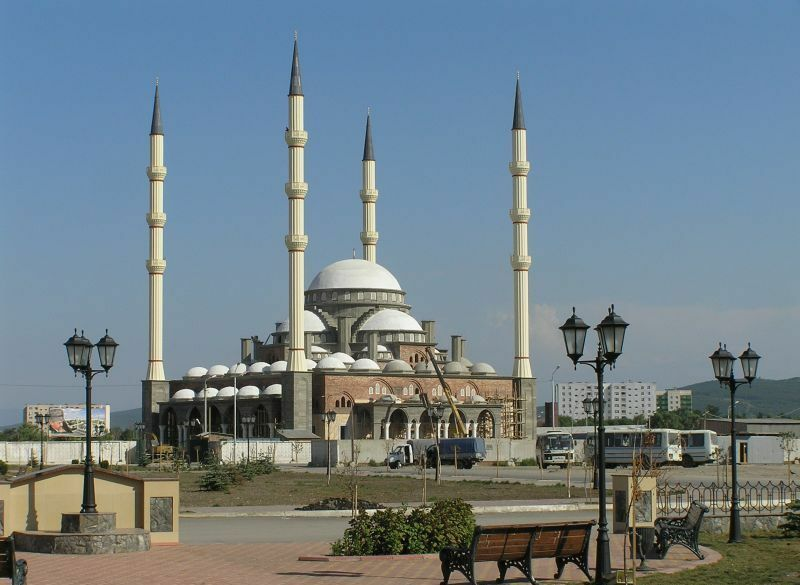
Kadyrow-Moschee in Grosny

Während zu Beginn des Liberalisierungsprozesses unter Gorbatschow nur 94 Moscheen auf dem Gebiet der heutigen Russischen Föderation bestanden, stieg ihre Anzahl bis zum Jahr 2000 auf insgesamt 7.000. Allein in Dagestan wurden bis zum Jahr 2000 1.585 Moscheen errichtet. Im Jahr 2005 entstand in Kasan (Tatarstan) die Kul-Scharif-Moschee als größte Moschee Russlands (nach der Auffassung der russischen Regierung die größte Moschee Europas); sie wurde durch die 2008 eröffnete Achmat-Kadyrow-Moschee in Grosny (Tschetschenien) übertroffen.
Des Weiteren sind seit 1990 zahlreiche islamische Bildungsinstitutionen gegründet worden, so zum Beispiel das Russische Islamische Institut in Kasan. In Baschkortostan gab es 2002 insgesamt 419 muslimische Organisationen, die eine basale islamische Ausbildung anboten. Auch Moskau verfügt über eine Anzahl islamischer Bildungsinstitutionen, so zum Beispiel das Moskauer Islamische Kolleg, das eine Imam-Ausbildung anbietet und mit der DUMER verbunden ist. Seit der Machtübernahme Putins bemüht sich die russische Führung darum, das muslimische Erziehungssystem stärker unter staatliche Kontrolle zu bringen.
Darüber hinaus gibt es eine große Anzahl islamischer Medien. Zu den bedeutendsten muslimischen Zeitschriften, die in Moskau erscheinen gehören die monatliche Zeitschrift Islam Minbare, die 1994 gegründet wurde, von DUMER herausgegeben wird und die Sicht des Russischen Mufti-Rats wiedergibt, sowie Tribuna Islam, die seit 1994 ebenfalls von DUMER herausgegeben wird und eine Auflage von 10.000 hat. Die DUMER unterhält auch ein eigenes Radio- und Fernsehprogramm. Die muslimischen Journalisten der Russischen Föderation haben sich 2003 in der Union der muslimischen Journalisten zusammengeschlossen, einer Organisation, die dem Russischen Mufti-Rat nahesteht. Für den Informationsaustausch unter den Muslimen Russlands sind außerdem die beiden Websites Islam.ru und Islamnews.ru von großer Bedeutung. Islamnews.ru ist seit 2007 eine Informationsagentur und tritt auch als Sponsor von Konzerten auf.
In den frühen 1990er Jahren wurden verschiedene Bemühungen unternommen, in Russland auch einen islamischen Wirtschaftssektor mit islamischen Banken, islamischen Versicherungen, Waqf-Stiftungen sowie Organisationen zur Einsammlung und Verteilung der Zakāt aufzubauen. Die meisten dieser Bemühungen blieben jedoch erfolglos.

### Unterschiedliche Schattierungen des Islams
Aufgrund der historischen Entwicklung des Islams in Russland findet man dort drei traditionelle Varianten des Islam. Der hanafitischen Rechtsschule des Islam gehört die überwiegende Zahl der Muslime in der Russischen Föderation an. Im Nordkaukasus und insbesondere in Dagestan konnte sich aufgrund der historischen Interaktion mit den arabischen Ländern die schafiitische Rechtsschule sowie der Sufismus durchsetzen. Unter dem Einfluss der Reformen Katharinas II. entstand im 19. Jahrhundert in Russland eine islamische Reformbewegung, die im frühen 20. Jahrhundert in den Dschadidismus einmündete. Als weitergeführte Form des in Tatarstan bereits im 18. Jahrhundert aufkommenden Dschadidismus findet man heute den modernen und liberalen Euro-Islam insbesondere in den Gebieten des Wolga-Urals.
Mit dem Zusammenbruch der Sowjetunion strömten schließlich weitere Formen des Islam in Russland ein. Dies sind der Salafismus und der Wahhabismus. Zu den salafistischen bzw. wahhabitischen Bewegungen Russland, die dschihadistisch, also militant, ausgerichtet sind, gehören:
- die Islamische Armee des Kaukasus, seit 1999
- Vereinigtes Kommando der Mudschahedin von Dagestan, seit 1998
- Armee zur Befreiung Dagestans, seit 1999
- Dagestanische Rebellenarmee des Imam, seit 1999.[24]

### Muslimische Parteien
Muslimische Parteien auf nationaler Ebene sind:
- Islamische Partei von Russland, seit 2001
- Partei der Islamischen Wiedergeburt (PIW), zerbrach allerdings 1992 in regionale Nachfolgeparteien
- Gesamtrussische Partei der islamischen Wiedergeburt (GRPIW), ging aus der Zersplitterung der PIW hervor
- Islamisches Komitee Russlands, die islamistische Partei ging ebenfalls aus der Zersplitterung der PIW hervor
- Union der Muslime Russlands (UMR bzw. SMR), laizistischer PIW-Flügel seit 1995
- Gesamtrussische Muslimische Soziale Bewegung „Nur“ (Licht), ebenfalls seit 1995
- Kongress der Muslime von Russland
- Allrussischer islamischer Kongress (ARIK) seit 1998
- Zhamaat Muslimi, Islamische Demokratische Partei, Islamisches Zentrum (alle Daghestan)

### Soziale und wirtschaftliche Situation
Die Tataren, anfangs nomadisierende Viehzüchter, wurden nach der russischen Eroberung (wie die Baschkiren) zu sesshaften Bauern. Vor allem die ländliche Bevölkerung befürwortet eine verstärkte Hinwendung Tatarstans zum Islam und den orientalischen „Bruderstaaten“. Heute lebt allerdings die Mehrheit der Tataren in Kasan, Ufa und anderen Städten, wo Handwerk und Handel (anders als bei den Baschkiren) an lange und erfolgreiche Traditionen anknüpfen.
In letzter Zeit hat aber besonders der Ölreichtum Tatarstans und Baschkortostans großen Wohlstand gebracht, der sich in einem hohen Bildungsniveau (Tataren gelten traditionell als intellektuelle Elite der Muslime Russlands), aber allmählich auch in einer zunehmenden Veralterung der Bevölkerung und geringerer Geburtenrate widerspiegelt. Eine Mehrheit der städtischen Tataren (praktizierende Muslime wie auch Nichtgläubige) hat hohe Bildungsabschlüsse, ist politisch und sozial emanzipiert und orientiert sich auf den Westen bzw. die verwestlichte Türkei (ein Großteil der Baschkiren favorisiert die Anlehnung an Kasachstan und die übrigen ehemaligen Sowjetrepubliken Mittelasiens).

### Wahrnehmung der Muslime in Russland
Wesentliche Unterschiede gibt es daher auch in der öffentlichen Wahrnehmung der muslimischen Völker seitens der Russen. Seit den Anschlägen im Zusammenhang mit dem Tschetschenienkrieg sehen viele von ihnen pauschal alle Kaukasier als potenzielle Terroristen und Mafiosi, die z. B. Menschen entführen, um Lösegeld zu erpressen – die Tschetschenen unter ihnen wiederum als „Könige“ des organisierten Verbrechens, die auch Moskaus Unterwelt kontrollierten. Anders als etwa die Tataren gelten in Moskau alle Bergvölker des Kaukasus traditionell als unzivilisiert, militant und fanatisch, außerdem Tschetschenen und Inguschen teilweise noch immer als „Faschisten“ bzw. deren Kollaborateure. Ein wichtiges Schlagwort ist auch die Brandmarkung der kaukasischen Muslime als vermeintliche „Wahhabiten“, auch die rivalisierenden Muftis selbst brandmarken sich gegenseitig so.
Auch die Ergebnisse einer Umfrage in Russlands „islamischem Herzen“, in Kasan, sind beispielhaft für diese Orientierungsfragen und die innere Zerrissenheit: Eine deutliche Mehrheit der (muslimischen) Tataren und Konvertiten sieht sich selbst zwar als Teil Europas, fürchtet aber eine wirtschaftliche Ausbeutung durch den Westen mehr als eine aggressive Politik orientalischer Länder. Eine gemeinsame Zukunft mit islamischen Staaten wie Saudi-Arabien sei daher unwahrscheinlich oder unmöglich, eine Mehrheit der nicht gläubigen Tataren sieht aber eine Zukunft mit der verwestlichten Türkei. Zumindest die meisten Tataren orientieren sich deutlich auf die Türkei bzw. den Westen, auch die Emanzipation der Frau ist (seit der Sowjetzeit und teilweise schon früher) besonders in Kasan sehr weit fortgeschritten, dennoch halten selbst dort auch hochgebildete Frauen oftmals an (traditionellen) orientalischen Familienverhältnissen fest.
Angesichts der angeblich hohen Geburtenrate der muslimischen Völker Russlands und des gleichzeitig anhaltenden Bevölkerungsrückgangs Russlands (1991: 148–149 Millionen Einwohner, 2001: 143–144 Millionen, 2011:142-143 Millionen, 2021: 144–145 Millionen) beschwören einige russisch-orthodoxe Nationalisten die Furcht vor einer wesentlichen Verschiebung des Gewichts des muslimischen Bevölkerungsanteils innerhalb einer dann kleineren Gesamtbevölkerung zugunsten einer angeblichen „Islamisierung“ Russlands bis zum Ende des 21. Jahrhunderts (von 15 auf 50 %).

## Geschichte
Die Geschichte des Islams auf dem heutigen Gebiet Russlands reicht fast 1.300 Jahre zurück, die Stadt Kasan wurde von muslimischen Wolgabulgaren etwa 150 Jahre vor Moskau gegründet.

### Früher Islam im heutigen Gebiet Russlands

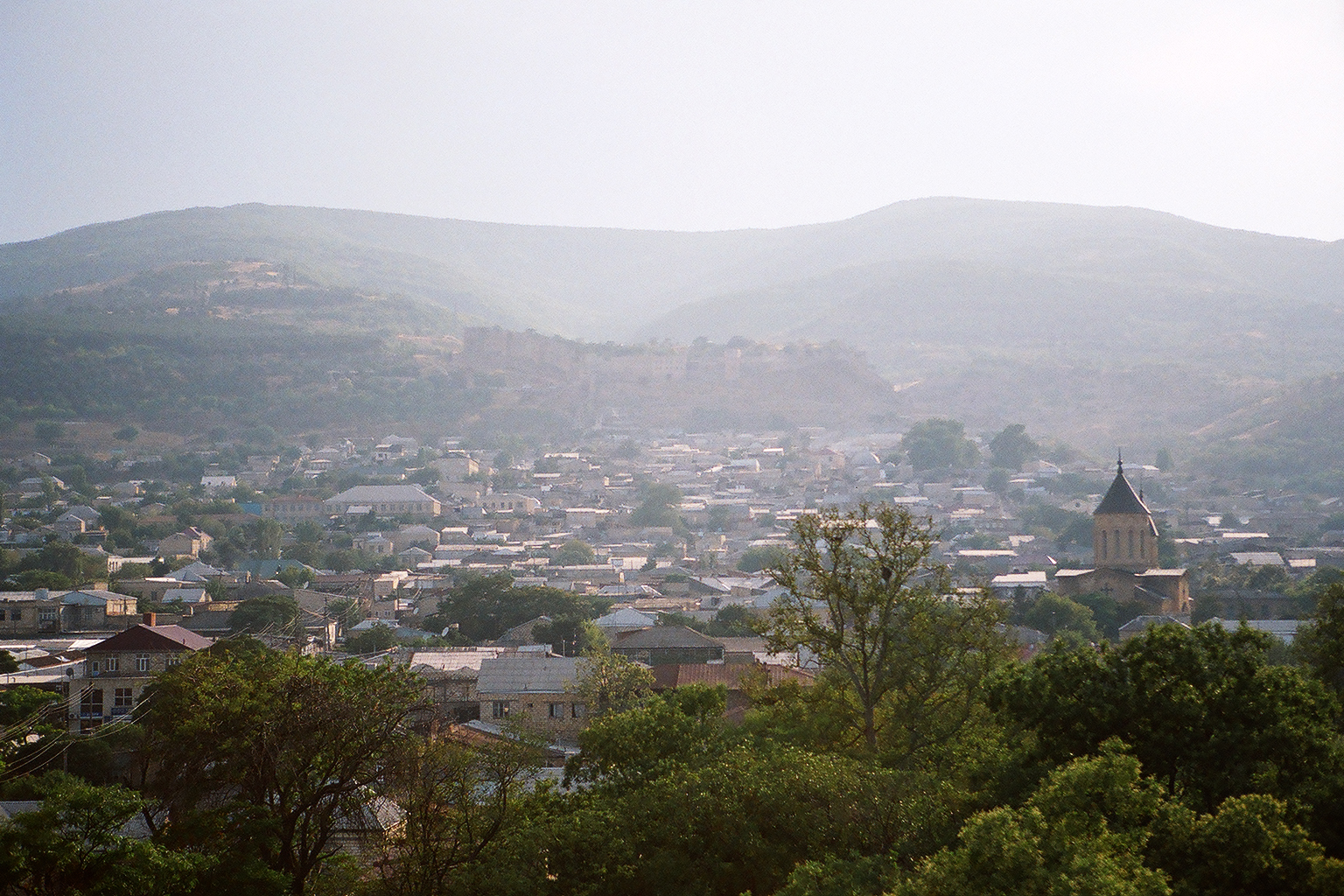
Als erste Stadt auf dem Gebiet des heutigen Russland wurde Derbent schon im 7. Jahrhundert muslimisch, der erste russische Staat entstand im 9. Jahrhundert.

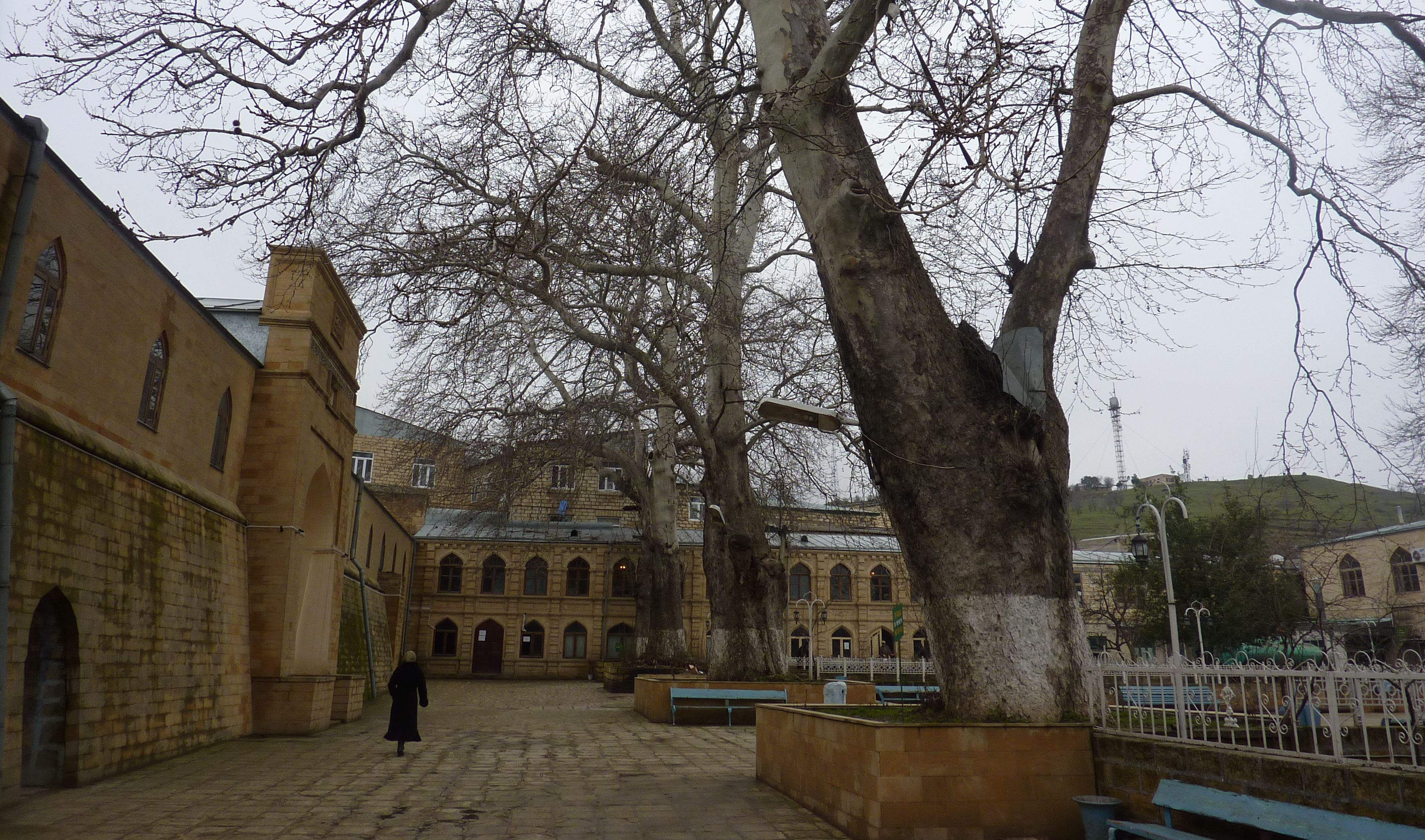
Die von den Arabern unter Maslama im 8. Jahrhundert errichtete Hauptmoschee von Derbent gilt als Russlands älteste Moschee.

Schon Mitte des 7. Jahrhunderts erreichte die islamische Expansion des arabischen Kalifats mit der Eroberung Transkaukasiens die Südgrenze des heutigen Russland. Auch die nordkaukasische Stadt Derbent in Dagestan wurde 642/654 erstmals, 728 dauerhaft islamisch (und blieb bis zur ersten russischen Eroberung 1806 jahrhundertelang aserbaidschanisch bzw. persisch), als erstes Volk heutigen Russlands nahmen bereits im 8. Jahrhundert die kaukasischen Darginer (Dagestaner) den Islam an. Rasch folgten die Lesgier. Nach einer kurzzeitigen Besetzung der Wolgamündung durch muslimische Araber (737) traten einige der Südrussland und die Ostukraine beherrschenden Chasaren zum Islam über. Nach der Wiederherstellung ihrer Unabhängigkeit (740) wandte sich die Mehrheit der Chasaren dann dem Judentum zu, siehe auch Islam in der Ukraine.
Dennoch gab es Moscheen und muslimische Gemeinden in den Chasarenstädten in Südrussland und im Nordkaukasus, z. B. in Atil (nahe Astrachan), Samandar (nahe Kisljar) und Balandschar (nahe Buinaksk). In Sarkel (heute Zimljansker Stausee), Kiew und auf der Krim gab es Garnisonen muslimischer Söldner (Arsija). Diese muslimischen Söldner der Chasaren vernichteten 912 einen russischen Heereszug bei seiner Rückkehr von einem Überfall auf muslimische Gebiete Transkaukasiens und Transkaspiens (die Gebiete auf der asiatischen Seite des Kaspischen Meeres). Die Herrscher der Kiewer Rus vernichteten jedoch zwischen 965 und 969 das Chasaren-Reich, der letzte Chasaren-Herrscher soll wieder den Islam angenommen und sich unter den Schutz der Choresmier gestellt haben.
Ebenfalls noch vor der Christianisierung der Russen traten im 10. Jahrhundert die Wolgabulgaren (als deren Nachkommen sich die heutigen Tataren und Tschuwaschen sehen) zum Islam über (Mission des Ibn Fadlan 922), ebenso Teile der Kiptschaken. Die Kiewer hingegen zogen 988 die Annahme des orthodoxen Christentums den muslimischen Missionsversuchen vor. Auch die muslimischen Erfolge an der Wolga schienen mit dem Mongolensturm ab 1237 zunichtegemacht (Ende des Bulgarenreiches und der Rus). Doch schon 1252 trat mit Berke Khan der erste Mongolenherrscher der Goldenen Horde zum Islam über. Seine Nachfolger stellten sich im Kampf gegen die ebenfalls mongolischen Ilkhane Persiens auf die Seite des Kalifats in Kairo.

### Russisches Reich
Bis 1380 bzw. 1480 stand die Rus bzw. stand Russland unter tataromongolischer Fremdherrschaft, danach zerbrach die Horde in rivalisierende Khanate, was die russische Eroberung erleichterte. Nach der Eroberung des Khanats Kasan (1552), des Khanats Astrachan (1556) und des Khanats Sibir (1580) setzte das Zarenreich die Tataren als Mittler, Vorboten und Zwischenhändler zur Einflussnahme auf Mittelasien (Beginn der Eroberung 1731) ein. Sogar manche führende Russen, wie z. B. Boris Godunow, Turgenjew und Lenin, hatten tatarische Vorfahren. Im Gegensatz zu den Tataren erhoben sich die Baschkiren in zahlreichen Aufständen (1616, 1645, 1662/64, 1681/84, 1705/06, 1707/11, 1735/40), zuletzt zusammen mit den Tataren an der Seite Pugatschows (1773/74).
Im 19. Jahrhundert ging jedoch mit der unmittelbaren Eroberung Mittelasiens (1868 Unterwerfung Bucharas, 1873 auch Choresms, 1876 Vernichtung Kokands) und Kaukasiens (1859 Niederlage des Imam Schamil, 1864 Emigration der Tscherkessen, 1878 Angliederung von Kars) der Einfluss der Tataren zurück, bereits seit dem 18. Jahrhundert hatte sich der ideologische Gegensatz zwischen Islam und Orthodoxie durch die russischen Türkenkriege verschärft (seit 1736 russischer Anspruch auf Konstantinopel, 1755 „Heiliger Krieg“ der Wolgatataren gegen russische Siedlungspolitik, 1783 Eroberung des Krim-Khanats). Ein nunmehr panslawistisches Russland beanspruchte den Balkan, Armenien und selbst Istanbul sowie Sinkiang, Hunderttausende von Kaukasiern und Turkmenen flohen ins Osmanische Reich. Zeitgleich mit dem Panslawismus entstand die intellektuelle Reformbewegung des Dschadidismus, die von den Tataren ausging und aus der wiederum der türkisch-nationalistische Panturanismus sowie der muslimisch-kommunistische Sultangalijewismus (später als Diffamierung so bezeichnet) hervorgingen.

### Sowjetische Zeit
Nach dem Zusammenbruch des Russischen und des Osmanischen Reiches bestärkten die Februar- und Oktoberrevolution 1917 zunächst noch das Streben der Muslime Russlands nach Autonomie und Religionsfreiheit, die traditionelle islamisch-türkisch-russische Feindschaft nahm ab. Während des anschließenden Bürgerkrieges fanden sich die Völker jedoch auf unterschiedlichen Seiten wieder. Wolgatataren und Osseten kämpften für die Sowjets; Baschkiren, Aserbaidschaner, Kasachen und beinahe alle übrigen Kaukasusvölker kämpften gegen sie.
Die stalinistische Nationalitätenpolitik sollte jede Einheit oder Verbundenheit zwischen den muslimischen Völkern der Sowjetunion zerstören: Dutzende kleiner Autonomiegebilde (ASSR) wurden geschaffen und gegeneinander ausgespielt. Unter dem Vorwurf der Kollaboration mit Hitlerdeutschland ließ Stalin noch 1944 die Mehrheit der Krimtataren, Tschetschenen, Inguschen, Kumyken, Balkaren und Karatschaier („Bergtataren“) deportieren (nach Mittelasien und Sibirien), erst 1957 wurden diese Völker rehabilitiert (die Krimtataren erst 1967) und erhielten ihre Autonomien zurück (abgesehen von den Krimtataren, denen lediglich ein Rückkehrrecht gewährt wurde sowie den Tscherkessen und Karatschaiern, die in einem gemeinsamen Autonomiegebiet zusammengefasst wurden).
Dem staatlich verordneten Atheismus fielen Tausende Moscheen zum Opfer, von 25.000 (davon 1.700 in Dagestan) vor der Revolution (1917) existierten 1989 nur noch 500 (davon 27 in Dagestan), muslimische Stiftungen wurden enteignet. Muslimische Geistliche wurden ausschließlich vom kommunistischen Staat ausgebildet und eingesetzt, so. ab 1944 z. B. die Muftis (Großmuftis) von Machatschkala bzw. Buinaksk (verantwortlich für den Nordkaukasus bzw. das europäische Russland) und Ufa (sibirisches Russland). Starken Einfluss auf das Islamverständnis der KPdSU hatte beispielsweise der Islamwissenschaftler Lucian Ippolitowitsch Klimowitsch. Ende der 1980er Jahre ging von den Tataren eine islamische Rückbesinnung aus. Sie war während der Perestroika bzw. dem Ende der Sowjetunion zunächst Teil der Demokratiebewegung in Russland.
Erst mit der Perestroika öffnete KP-Chef Gorbatschow seine Partei 1987 auch für Muslime. Für seinen geplanten neuen Unionsvertrag warb er besonders um die Unterstützung Kasachstans, dessen KP-Chef Nursultan Nasarbajew er bis 1991 vergeblich mit dem Vizepräsidentenamt in einer erneuerten UdSSR köderte. Tatarstan wiederum forderte vergeblich den Status einer eigenen Unionsrepublik und verwies auf eine zahlreichere Titularnation als z. B. jene der Baltenrepubliken.
In der Gorbatschow Ära entstand eine ganze Anzahl von islamischen Parteien, Organisationen und Bewegungen. Hierzu gehörten:
- Partei der Islamischen Wiedergeburt (PIW)
- Muslime Russlands (Musul’mane Rossii)
- Ittifaq
- Muslime von Tatarstan (Musul’mane tatarstana)
- Islamische Partei von Turkestan
- Islamisch Demokratische Partei (IDP)
- Islamische Partei von Dagestan (IPD)
- Islamische Nation (Tschetschenien)
- Islamischer Pfad (Tschetschenien)
- Al-Islamiyya (Dagestan)
- Jamaat-ul-Muslimin (Gesellschaft der Muslime) in Dagestan

### Nach dem Zusammenbruch der Sowjetunion

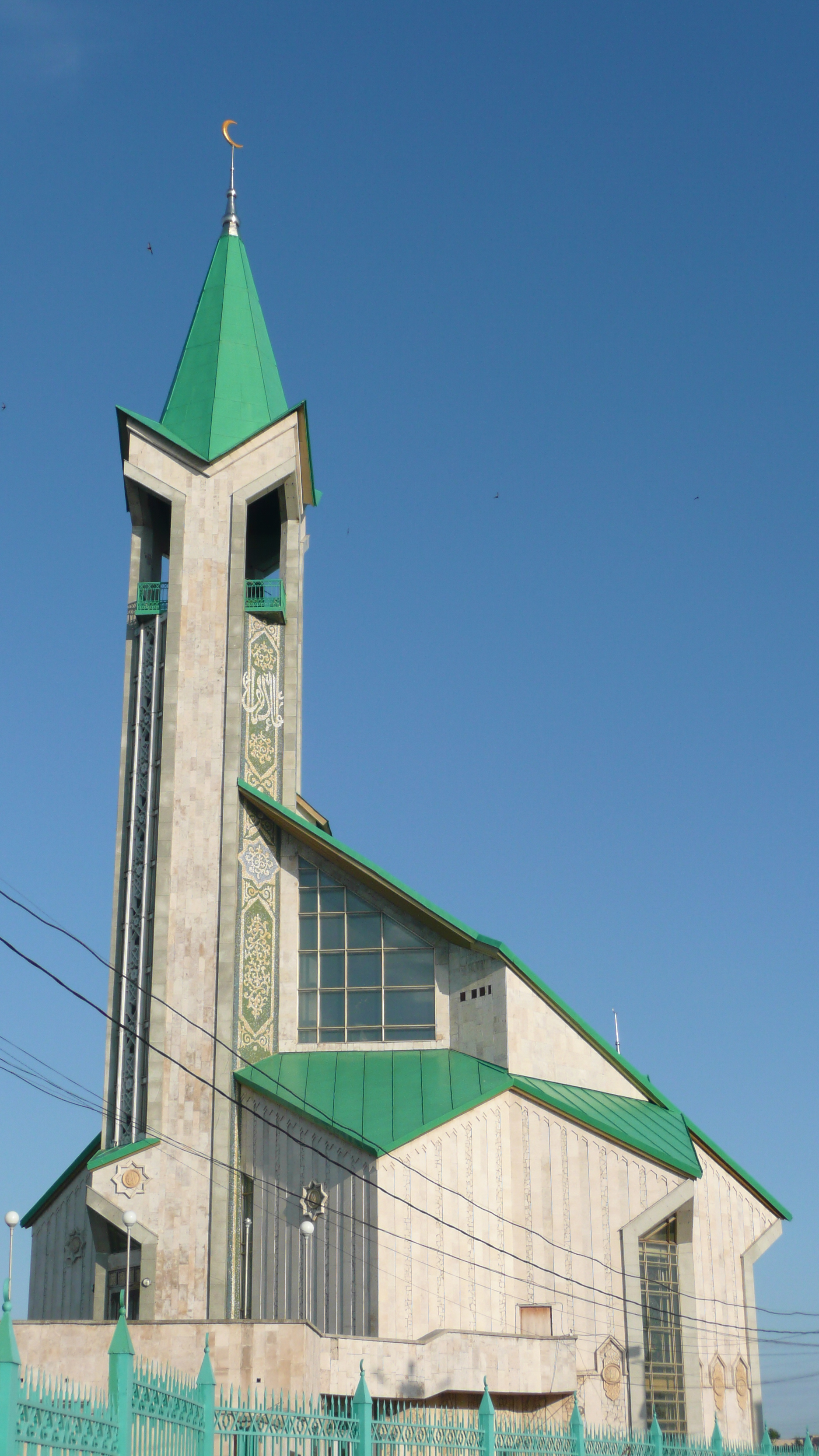
Die 1992 eröffnete Moschee von Nabereschnyje Tschelny in Tatarstan

1990 wurde von Tataren in Astrachan und Moskau die „Partei der Islamischen Wiedergeburt“ (PIW; bzw. „Islamische Partei der Wiedergeburt“) gegründet. Ziel war zunächst noch die politische Gleichberechtigung und Einheit der Muslime in allen Unionsrepubliken, seit dem Untergang der UdSSR gab es die PIW daher auch in Usbekistan und Tadschikistan (siehe: Tadschikischer Bürgerkrieg) sowie formal auch in Kasachstan, Kirgisistan und Turkmenistan. Sie strebte eine starke muslimische Fraktion in der sowjetischen bzw. russischen Volksvertretung an und breitete sich bald von der Wolga her im Nordkaukasus aus. Doch weitere muslimische Parteien entstanden, von einer Einheit der Muslime konnte bald keine Rede mehr sein. Der PIW fehlte eine ausreichend breite Basis, sie litt unter Finanzsorgen (die sie mit erfolglosen Spekulationen noch verschlimmerte), versäumte die Schaffung eigener Massenmedien und verfügte über zwar prominente Frontgesichter, nicht jedoch über erfahrene Politiker.
Die PIW löste sich deshalb 1994 faktisch auf. Der Politologe und Philosoph Gejdar Dschemal, Ko-Vorsitzender und Vordenker des islamistischen PIW-Flügels, gründete später das „Islamische Komitee“. Aus dem PIW-Umfeld entstanden aber zwei weitere wichtige Parteien: die Muslimische Bewegung „Nur“ (Licht) und die „Union der Muslime Russlands“ (SMR). Beide Parteien verfügen über Zellen und Organisationsstrukturen in über der Hälfte aller 89 Regionen Russlands sowie über muslimische Sponsoren im In- und Ausland. Eine andere muslimische Organisation, die relativ kurzlebig war, war das Oberste Koordinationszentrum der Geistlichen Verwaltung der Muslime Russlands mit Sitz in Moskau. Es bestand nur von 1992 bis 1996.
Die „Geistliche Verwaltung der Muslime des Europäischen Teils der UdSSR und Sibiriens“ unter Führung von Talgat Tadschuddin erlebte in den frühen 1990er Jahren einen starken Autoritätsverlust. Während Tajuddin die Rolle des unangefochtenen, vom Kreml unterstützten Führers der russischen Muslime für sich beanspruchte, forderten junge Geistliche die Schaffung neuer geistlicher Institutionen. Ausgangspunkt des Konflikts war die Eröffnung der Großen Moschee in Nabereschnyje Tschelny in Tatarstan im August 1992. Auf Anweisung von Tadschuddin waren ihre Glasmalereien mit einem Kreuz und einem sechszackigen Stern versehen worden. Viele Gläubige empfanden dies als einen Skandal, was von jungen ambitionierten Imamen ausgenutzt wurde. Tadschuddins Ansehen bei den Muslimen sank nach diesem Vorfall stark.
Das Wiedererstarken von Imperialismus in den 1990er Jahren führte dazu, dass die politische Orientierung Russlands heftig debattiert wurde. Atlantiker und Liberale befürworteten eine Annäherung an die EU und die USA. Eurasier und Kommunisten betonten dagegen ein von „sowjetischer“ Erziehung und kommunistischen Idealen herrührendes Wesen. Russland müsse sich daher dessen besinnen und, so die Anhänger der Idee Primakows, ein „östliches“ Gegengewicht mit China und Indien oder einen s.g. „Sonderweg“ an der Seite asiatischer Staaten gehen.
Entgegen anfänglichen Befürchtungen löste der Tschetschenienkrieg keine wesentliche Solidarisierung oder Polarisierung der Muslime Russlands aus – ebenso wenig wie sie die iranische Revolution oder der sowjetische Afghanistankrieg zuvor ausgelöst hatten. Zwar leben in Kasan und an der Wolga Muslime, orthodoxe Christen und Atheisten weitgehend konfliktfrei miteinander, was oft als modellhafte Vorbildrolle interpretiert wird, doch in der letzten Zeit haben sich kaukasus- und islamfeindliche Einstellungen in der Bevölkerung verbreitet, was zur massiven Benachteiligung und Diskriminierung der muslimischen Minderheit führt. Tatarische Intellektuelle und Geistliche kritisierten sogar, dass kaum eine Million Tschetschenen ihre nationalen Interessen über das Wohl der gesamten muslimischen Gemeinschaft stellten und damit die guten Beziehungen zwischen Russland und der islamischen Welt vergifteten, die für eine Milliarde Muslime wichtig seien. Dabei erhielten die Tschetschenen sogar noch Hilfe des christlichen Georgien, so ein tatarischer Vorwurf. (Die den Tschetschenen nahestehenden Inguschen unterstützten zudem als einziges Kaukasusvolk den georgischen Nationalismus gegen die Osseten.) Demgegenüber billigt und fördert die „Konföderation der Kaukasusvölker“ den Unabhängigkeitskampf, ohne sich allerdings anzuschließen.

### Entwicklungen nach 2000
Im Jahre 2003 verschärfte der Dritte Golfkrieg der USA gegen den Irak die Spaltung unter den Muslimen Russlands. Während Großmufti Talgat Tadschuddin in Ufa Freiwillige für den „Heiligen Krieg“ werben wollte, rief Großmufti Ravil Gainutdin in Moskau zur Mäßigung auf und verurteilte Terroranschläge sowohl in Tschetschenien als auch Selbstmordattentate im Irak. Infolge des Karikaturenstreits wurden in Tatarstan und Tschetschenien dänische Produkte boykottiert, die Moskauer Muftis hingegen verteidigten das dänische Recht auf Pressefreiheit, während selbst Putin Freundschaft mit den Muslimen predigte. Die Spaltung zwischen Moskau (bzw. Kasan) und Ufa wird auch durch den traditionellen Gegensatz zwischen Russen (bzw. Tataren) und den Baschkiren gefördert.
Die Vorstellungen von Tataren und Tschetschenen über einen „Dritten Weg“ sind zuweilen unterschiedlich, allgemein scheinen Traditionalismus und Religiosität, aber auch der Nationalismus im Kaukasus ausgeprägter als in Kasan. Islamisten z. B. in Tschetschenien befürworten daher eine Anlehnung an Saudi-Arabien statt an die Türkei (die tschetschenische Exilregierung sitzt in Katar). Auch begrüßte 2006 z. B. der Politologe und Philosoph Gejdar Dschemal, Ko-Vorsitzender und Vordenker des islamistischen PIW-Flügels, die Einladung Moskaus an die Hamas ausdrücklich (wie auch eine Mehrheit der Russen), während es hingegen Mowladi Udugow bedauerte, dass die palästinensischen Glaubensbrüder dem russischen Präsidenten die Hand schüttelten.
Seit den 2010er Jahren spielt der „islamische Faktor“ eine immer wichtigere Rolle in der russischen Migrationspolitik. Da fast alle der aus den zentralasiatischen Republiken stammenden Arbeitsmigranten in Russland Muslime sind, hat die russische Regierung großes Interesse daran, radikalen Tendenzen unter ihnen vorzubeugen, und fördert daher die Kooperation zwischen muslimischen Geistlichen aus Russland und den zentralasiatischen Republiken. Bei dem Siebten Muslimischen Forum „Russland und die islamische Welt: Vektoren für die Modernisierung im GUS-Raum“, das im November 2011 in Moskau stattfand, wurde der Plan vorgetragen, einen „real handelnden Rat der Muftis der GUS-Staaten und einen Rat der Gelehrten der GUS-Staaten zu gründen, als Mittel zur Konsolidierung der Geistlichen Verwaltungen der Muslime der GUS-Staaten, in erster Linie auf der Grundlage unseres gemeinsamen Anfangs, des hanafitischen Madhhabs.“

### Zeittafel
- 7. Jahrhundert – Derbent (Dagestan) wird arabisch-islamisch
- 8. Jahrhundert – Dargier (Dagestaner) und Lesgier werden Muslime, arabische Vorstöße bis an die Wolga, eine Minderheit der Chasaren wird muslimisch
- 9. Jahrhundert – Gründung der Kiewer Rus
- 10. Jahrhundert – Wolgabulgaren nehmen den Islam an, die Kiewer Rus aber das Christentum
- 11. Jahrhundert – eine Minderheit der Kiptschaken wird muslimisch
- 13. Jahrhundert – Mongolen und Tataren zerstören die Kiewer Rus und das Bulgaren-Reich, nehmen aber den Islam an und lassen sich an der Wolga nieder, auch die Baschkiren werden Muslime
- 15. Jahrhundert – Zerfall der mongolisch-tatarischen Goldenen Horde, Krimtataren fallen unter osmanisch-türkische Herrschaft
- 16. Jahrhundert – Russen erobern die Tataren-Khanate Kasan, Astrachan und Sibir, auch das Krim-Khanat ist fortan in der Defensive, aber im Kaukasus nehmen Tschetschenen den Islam an
- 17. Jahrhundert – Tscherkessen und Karatschaier werden Muslime, Wolgatataren Mittler Russlands zu Mittelasien und zur Krim
- 18. Jahrhundert – Verschärfung der russischen Türkenkriege, Beginn der Unterwerfung Mittelasiens, Balkaren werden Muslime
- 19. Jahrhundert – Niederlagen der osmanischen Türken, Abschluss der Eroberung Mittelasiens und Kaukasiens, Beginn tatarischer Reformbewegungen
- 20. Jahrhundert – Tataren unterstützen die Sowjets, aber stalinische Nationalitätenpolitik spaltet und verbannt die Muslime, durch Auflösung der Sowjetunion 1991 werden Aserbaidschan und die Republiken Mittelasiens unabhängig, auch Tschetschenien erklärt seine Unabhängigkeit und Tatarstan seine Souveränität, der Tschetschenienkrieg beeinträchtigt das Verhältnis zwischen Russen und Muslimen im Kaukasus bzw. weltweit

## Der Islam in einzelnen Regionen der Russischen Föderation

### Tatarstan

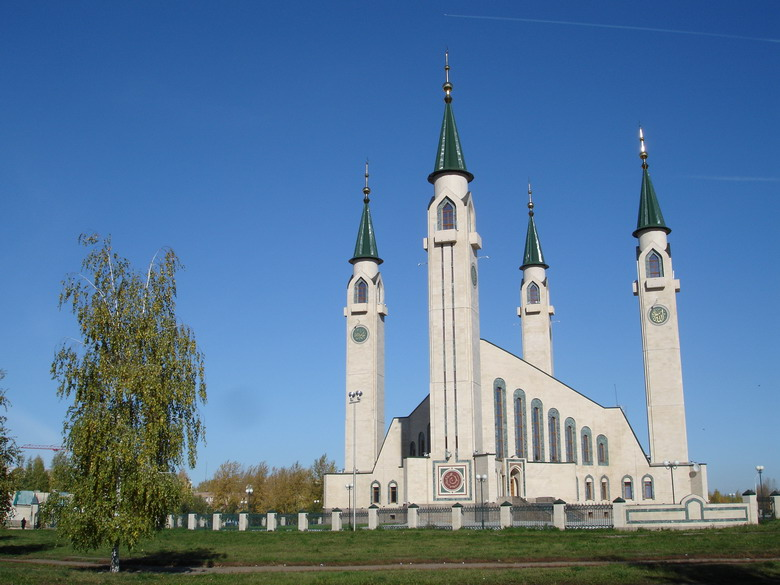
Moschee in Nischnekamsk in Tatarstan

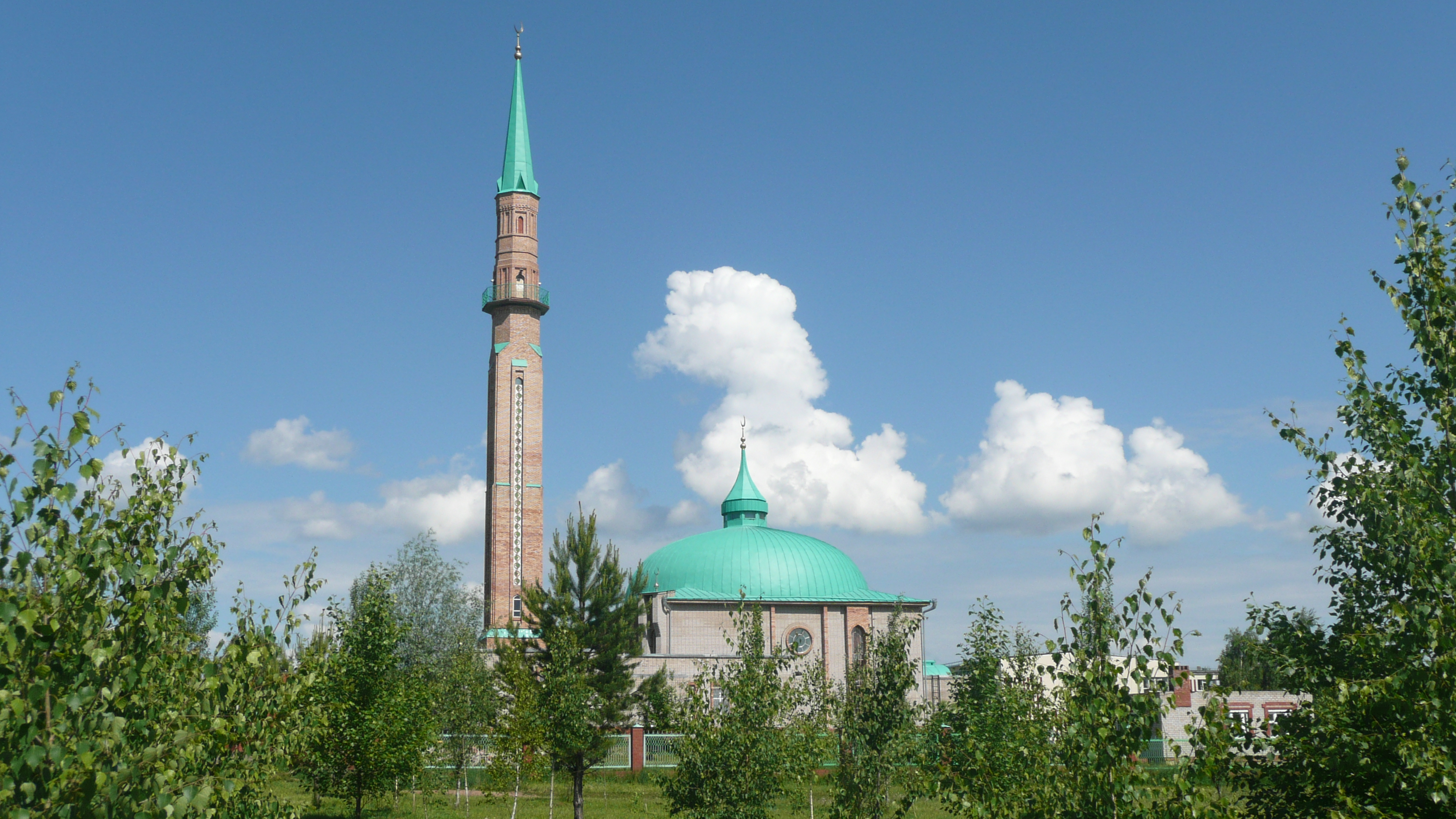
Moschee in Jelabuga in Tatarstan

Bereits 1990 hatte Tatarstan innerhalb der Sowjetunion seine Souveränität erklärt, bis heute ist es die einzige autonome Republik innerhalb der Russischen Föderation, die weder den Föderationsvertrag von 1991 noch dessen spätere Modifizierungen ratifiziert hat. Allerdings hat Kasan (anders als Tschetschenien) auf eine Unabhängigkeitserklärung verzichtet und 1994 in einem Grundlagenvertrag Sonderrechte ausgehandelt (die Sonderregelungen des Vertrages greifen, wenn tatarische Souveränität und russischer Föderalismus/Zentralismus einander widersprechen).
Schon 1992 wurde im Zuge des Erstarkens der nationalen Bewegung der Tataren die „Geistliche Verwaltung der Muslime der Republik Tatarstan“ (Duchownoje uprawlenije musulman Respubliki Tatarstan; DUMRT) geschaffen. Bis 1995, unter der Führung ihres ersten Muftis Gabdulla Galiulla war die DUMRT mehr eine politische als eine islamische Institution. Die DUMRT hatte jedoch ernsthafte Probleme, ihre politische Positionen zu formulieren und konnte bei der Allgemeinheit der Muslime nur wenig Sympathien gewinnen. Von daher ging das islamische Erwachen in Tatarstan an der DUMRT vorbei. Es gelang der DUMRT zudem nicht, erfolgreiche Organisationsstrukturen zu entwickeln.
Diese Situation änderte sich, als 1998 Gusman Iskhakov zum neuen Mufti der DUMRT gewählt wurde. Unter seiner Führung konnte die DUMRT mit politischer und rechtlicher Unterstützung der Regierung eine strikte Verwaltungshierarchie aufbauen, die alle islamischen Organisationen und Institutionen umfasste, und auch ein neues islamisches Erziehungssystem entwickeln. Ausgangspunkt dafür war ein Brief, den die DUMRT im November an den Ministerpräsidenten Mintimer Scharipowitsch Schaimijew richtete und in dem sie zur Zurückdrängung radikaler Einflüsse aus dem Ausland eine teilweise staatliche Finanzierung des islamischen Erziehungssystems forderte. Die Regierung kam dieser Forderung nach und ermöglichte der DUMRT, die Anzahl der anerkannten islamischen Erziehungsinstitutionen auf acht zu beschränken. Unter diesen anerkannten islamischen Erziehungsinstitutionen befanden sich die Islamische Universität der Russischen Föderation, die Muhammadiyya Madrasa und die Madrasa zum tausendjährigen Jubiläum des Islams in Kasan, die Risaliyya Madrasa in Nischnekamsk sowie zwei Madrasas in Buinsk und Nurlat. Nachdem 1998 ein Kongress der Muslime Tatarstans stattgefunden hatte, bemühte sich die DUMRT, ein standardisiertes Curriculum für die islamischen Lehrinstitutionen zu entwickeln. Dieses wurde im Februar 2000 dem DUMRT-Plenum vorgelegt.

### Nordkaukasus
Schon 1989 bzw. 1991 war die „Konföderation der Bergvölker des Kaukasus“ gegründet worden, inzwischen „Konföderation der Kaukasusvölker“ umbenannt. Ihr gehören nicht nur die muslimischen Völker des Nordkaukasus, sondern auch die südkaukasischen Abchasen und Osseten Georgiens an. Die Konföderation aus 16 Völkern versteht sich als oppositionelle Sammlungsbewegung gegen die in den Kaukasus-Republiken weiterhin etablierten moskautreuen Bürokraten und postkommunistischen Eliten. Ziel der Organisation war ein gemeinsames Gegengewicht zur Zentralregierung sowie der Zusammenschluss der muslimischen Bergvölker in einer gemeinsamen Republik, wie sie 1920–1921 in Form der „ASSR der Bergvölker“ (Kabardiner, Tschetschenen, Inguschen, Tscherkessen, Osseten, Balkaren und Karatschaier) schon einmal kurzzeitig bestanden hatte.
Die Konföderation wurde von Moskau für illegal erklärt, unterstützte aber die Sezessionen Tschetscheniens von Russland und Abchasiens von Georgien, ohne jedoch selbst mit Moskau zu brechen. Ihre Vermittlung in den nach 1991 ausgebrochenen Konflikten im Nordkaukasus lehnt Moskau ab.
- Anders als die Tschetschenen stimmten die Inguschen in einem Referendum 1991 gegen die Unabhängigkeit und für den Verbleib bei Russland, was zur Teilung der 1934–1944 und 1957–1992 gemeinsamen ASSR beider Völker führte. Ein für 1999 angesetztes weiteres Referendum wurde von Moskau verboten, und 2001 trat schließlich der langjährige Republikpräsident Ruslan Auschew zurück, der sich vergeblich mit Russlands ehemaligem Ministerpräsidenten Primakow um Verhinderung bzw. Beendigung des Tschetschenienkriegs bemüht hatte. Zudem streitet Inguschetien seit 1992 mit Nordossetien um dessen Hauptstadt Wladikawkas (zumindest um das Rückkehrrecht in dieselbe), die bis 1944 zu Tschetscheno-Inguschetien gehört hatte.

- Zum Unabhängigkeitskrieg in „Tschetschenistan“ („Itschkerija“) siehe Tschetschenische Geschichte, Erster Tschetschenienkrieg und Zweiter Tschetschenienkrieg. Faktisch gab es lange Zeit drei tschetschenische Konfliktparteien: moskautreue Tschetschenen (wie Achmad Kadyrow und Boris Gantamirow), nationalistische Tschetschenen (wie Dschochar Dudajew und Aslan Maschadow) und islamistische Tschetschenen (wie Schamil Bassajew und Mowladi Udugow), die einen „Heiligen Krieg“ in die Nachbarrepubliken Dagestan und Inguschetien tragen wollen. Dennoch war es der nationalistische Ex-Kommunist Dudajew, der den „Heiligen Krieg“ ausgerufen hatte. Ein gescheiterter Putschversuch der Moskautreuen gegen ihn hatte 1994 den ersten, ein Überfall der Islamisten auf Dagestan 1999 den zweiten Krieg ausgelöst.

- Die tschetschenischen Angriffe destabilisieren vor allem das instabile Gleichgewicht in Dagestan, der flächenmäßig größten und bevölkerungsreichsten der russischen Kaukasus-Republiken, aber zugleich auch eine der ärmsten Regionen Russlands, in welcher über 100 muslimische und nichtmuslimische, kaukasische und nichtkaukasische Völker zusammenleben. Die bevölkerungsreichsten sind die Awaren (30 %), Darginer (16 %), Kumyken (14 %) und Lesgier (13 %), deren Brüder in Aserbaidschan keine Minderheitenrechte haben.

- Seit den Regionalpräsidentenwahlen in Karatschai-Tscherkessien 1999 droht die Spaltung dieser autonomen Republik. Die den zahlreicheren und traditionell moskautreuen Karatschaiern unterlegenen Tscherkessen und Abasinen treten für eine eigene autonome Republik (wie sie bis 1957 bestanden hatte) ein. Schon 1996 hatten auch die Balkaren vergeblich versucht, sich von der Kabardino-Balkarischen Republik abzuspalten.

Geistiges Oberhaupt der muslimischen Völker des russischen Nordkaukasus ist seit 1980 der Großmufti Allahşükür Paşazadə, 1992 wurde er auch von den Muslimen Aserbaidschans und Georgiens als religiöses Oberhaupt anerkannt.
Die Union der Muslime gilt zwar als eher laizistisch bzw. säkular. Ihr Ziel ist die Überwindung der nationalen Spaltung und eine Regierungsbeteiligung der Muslime in Moskau, sie scheint aber fast allein auf dieses Ziel eingefahren zu sein. Sie sieht sich in ihrem Parlamentarismus als Nachfolger der ehemaligen „Union der Muslime“ des zaristischen Russland und hat ihre meisten Anhänger im Nordkaukasus und Baschkortostan. Die Bewegung „Nur“ ist hingegen weniger politisch und konzentriert sich auf kulturelle sowie erzieherische Probleme wie Menschenrechte, Religionsfreiheit und Traditionspflege. Damit ist sie moderater, weil im gesellschaftlichen Leben auch bei fehlenden Wahlerfolgen präsenter. Hinter „Nur“ steht zudem der Großteil der muslimischen Ulama, die Hochburg der Bewegung ist Tatarstan.
Beide Parteien hatten lange Zeit gute Kontakte zur russischen LDPR, da Schirinowskis Nationalisten und die Muslimparteien einander als potenzielle Koalitionspartner sahen. Misserfolge sowohl der Union als auch der Bewegung bei den Parlamentswahlen 1995 bis 2003 sowie die Wahlniederlage auch der inzwischen gespaltenen LDPR und ihr Wechsel ins Regierungslager bereiteten solchen Visionen aber ein deutliches Ende. Seit dem Ausscheiden von Nijasow (Eurasische Refah-Partei) sitzt kein Abgeordneter einer muslimischen Partei mehr im russischen Parlament, die beiden anderen Islamparteien sind inaktiv.
Siehe auch: Koordinationszentrum der Muslime des Nordkaukasus.

### Parteien und Organisationen auf regionaler Ebene
- Geistliche Verwaltung der Muslime Inguschetiens
- Geistliche Verwaltung der Muslime Dagestans
- Ittifaq (Tatarstan)
- Islamische Partei von Dagestan
- Union der Muslime (Tschuwaschien)
- Islamischer Weg (Tschetschenien)
- Union der jungen Muslime (Baschkortostan)
- Tatarisches Gesellschaftliches Zentrum (Tatarstan, Baschkortostan und Tschuwaschien)

## Tabelle der vorwiegend muslimischen Völker Russlands
Die folgende Tabelle basiert auf Daten der Volkszählung in Russland von 2002 und umfasst alle Völker Russlands, deren Angehörige vorwiegend muslimischen Glaubens sind. Die Zahl berücksichtigt jedoch weder Atheisten oder die zu anderen Religionen (wie z. B. dem Christentum) übergetretenen Personen unter den „ethnischen Muslimen“, noch die Anzahl von Muslimen und Konvertiten unter den Russen und sonstigen nichtmuslimischen Nationalitäten Russlands. Ebenso sind muslimische Immigranten aus Kasachstan, Aserbaidschan usw. nicht berücksichtigt, da es sich formal um Ausländer handelt. Daher ist diese Liste nur von sehr begrenztem Aussagewert.
| Ethnische Gruppe                            | Population (2002) | % Population |
| ------------------------------------------- | ----------------- | ------------ |
| Tadschiken                                  | 120.136           | 0,18 %       |
| Taten                                       | 2.303             | 0,00 %       |
| Tataren                                     | 5.554.601         | 3,83 %       |
| Baschkiren                                  | 1.673.389         | 1,15 %       |
| Kasachen                                    | 653.962           | 0,45 %       |
| Aserbaidschaner                             | 621.840           | 0,43 %       |
| Kumyken                                     | 422.409           | 0,29 %       |
| Karatschaier                                | 192.182           | 0,13 %       |
| Usbeken                                     | 122.916           | 0,08 %       |
| Balkaren                                    | 108.426           | 0,07 %       |
| Türken                                      | 95.672            | 0,06 %       |
| Nogaier                                     | 90.666            | 0,06 %       |
| Tscherkessen (nur die Titularnation)        | 60.517            | 0,04 %       |
| Turkmenen                                   | 33.053            | 0,02 %       |
| Kirgisen                                    | 31.808            | 0,02 %       |
| Krimtataren                                 | 4.131             | 0,00 %       |
| Tschetschenen                               | 1.360.253         | 0,94 %       |
| Awaren                                      | 814.473           | 0,56 %       |
| Kabardiner (Titularnation der Tscherkessen) | 519.958           | 0,36 %       |
| Darginer                                    | 510.156           | 0,35 %       |
| Inguschen                                   | 413.016           | 0,28 %       |
| Lesgier                                     | 411.535           | 0,28 %       |
| Laken                                       | 156.545           | 0,11 %       |
| Tabassaranen                                | 131.785           | 0,09 %       |
| Adygejer (Titularnation der Tscherkessen)   | 128.528           | 0,09 %       |
| Abasinen und Abchasen                       | 37.942            | 0,03 %       |
| Rutulen                                     | 29.929            | 0,02 %       |
| Agulier                                     | 28.297            | 0,02 %       |
| Zachuren                                    | 10.366            | 0,01 %       |
| Total                                       | 14.340.794        |              |